# Star Wars Episode I: Jedi Power Battles
Vous lisez un « bon article » labellisé en 2025.
Star Wars Episode I: Jedi Power Battles est un jeu vidéo d'action développé et édité par LucasArts, inspiré de la saga Star Wars, et plus particulièrement du premier opus de la saga : Star Wars, épisode I : La Menace fantôme. La sortie du jeu, en 2000 sur PlayStation et Dreamcast, coïncide avec la sortie en support physique du film.
Le jeu met en scène plusieurs Jedi, padawans, chevaliers ou maîtres, engagés dans la protection de la galaxie, et plus spécifiquement de la planète Naboo et sa reine Padmé Amidala, tel que conté dans Star Wars, épisode I : La Menace fantôme. Le joueur suit Obi-Wan Kenobi, Qui-Gon Jinn, Mace Windu, Plo Koon et Adi Gallia dans leur lutte contre la Fédération du Commerce et son armée de droïdes de combat.
Conçu et édité par LucasArts, il est développé conjointement avec d'autres produits dérivés de la prélogie, notamment des bandes dessinées et des figurines, avec la volonté de mettre en avant plusieurs personnages encore mineurs dans les films.
Lors de sa sortie, Star Wars Episode I: Jedi Power Battles reçoit un accueil mitigé par la presse spécialisée, qui critique notamment le manque de précision des contrôles, la durée de vie très limitée et la difficulté trop élevée. Le jeu est néanmoins adapté en 2002 sur Game Boy Advance, puis remasterisé en 2025 sur Nintendo Switch, PlayStation 4, PlayStation 5, Windows, Xbox One et Xbox Series.

## Trame

### Contexte et univers
Star Wars se déroule dans une galaxie qui est le théâtre d'affrontements entre les Chevaliers Jedi et les Seigneurs noirs des Sith, personnes sensibles à la Force, un champ énergétique mystérieux leur procurant des pouvoirs psychiques. Les Jedi maîtrisent le Côté lumineux de la Force, pouvoir bénéfique et défensif, pour maintenir la paix dans la galaxie. Les Sith utilisent le Côté obscur, pouvoir nuisible et destructeur, pour leurs usages personnels et pour dominer la galaxie.
Pour amener la paix, une République galactique a été fondée avec pour capitale la planète Coruscant. Mais, tout au long de son existence, la République est secouée par des sécessions et des guerres. En 32 av. BY, les Jedi Qui-Gon Jinn et Obi-Wan Kenobi sont envoyés sur la planète Naboo pour résoudre pacifiquement un de ces conflits à la demande de Padmé Amidala, la reine de cette planète. Après une escalade des tensions commerciales et diplomatiques, seule l'issue militaire semble possible.

### Personnages
Le premier personnage principal que le joueur peut incarner est le maître Jedi Qui-Gon Jinn. Très expérimenté et reconnu par ses pairs au sein de l'ordre Jedi, il n'en reste pas moins audacieux, téméraire et connu pour sa propension à favoriser l'action aux négociations, ce qui lui vaut certains désaccords avec les membres du conseil Jedi.
Le deuxième personnage principal est le jeune padawan Jedi Obi-Wan Kenobi, disciple de Qui-Gon Jinn. Plus calme et prudent que son maître, il est plus prompt à suivre les directives du conseil Jedi. Pince sans rire, il tient néanmoins son maître en très haute estime, et lui est très loyal. Duelliste talentueux, il met à profit son entraînement de Jedi lors de sa mission sur Naboo.
Parmi les personnages plus secondaires de la franchise, le joueur peut également incarner Plo Koon, un maître Jedi kel dor, membre du conseil Jedi, qui a besoin d'un masque à oxygène en raison de sa physiologie,,. C'est un excellent pilote, ainsi qu'un général prévenant et bienveillant, accordant beaucoup d'importance à la survie de ses troupes,. Adi Gallia, elle aussi membre du conseil Jedi se distinguant par ses talents de diplomate,,, ou encore Mace Windu, numéro deux de l'ordre Jedi, combattant hors pair et ayant une confiance aveugle en l'ordre,,, font également partie des personnages jouables.
L'antagoniste principal du jeu est Dark Maul, un apprenti seigneur Sith entraîné par Dark Sidious, le responsable de l'invasion de Naboo,. Rempli de rage et de fureur, il puise dans le côté obscur de la Force pour combattre et utilise un double sabre laser. Allié de la Fédération du Commerce et de son armée de droïdes de combat, il cherche à tuer les Jedis et à conquérir la planète Naboo pour satisfaire les plans de son maître.

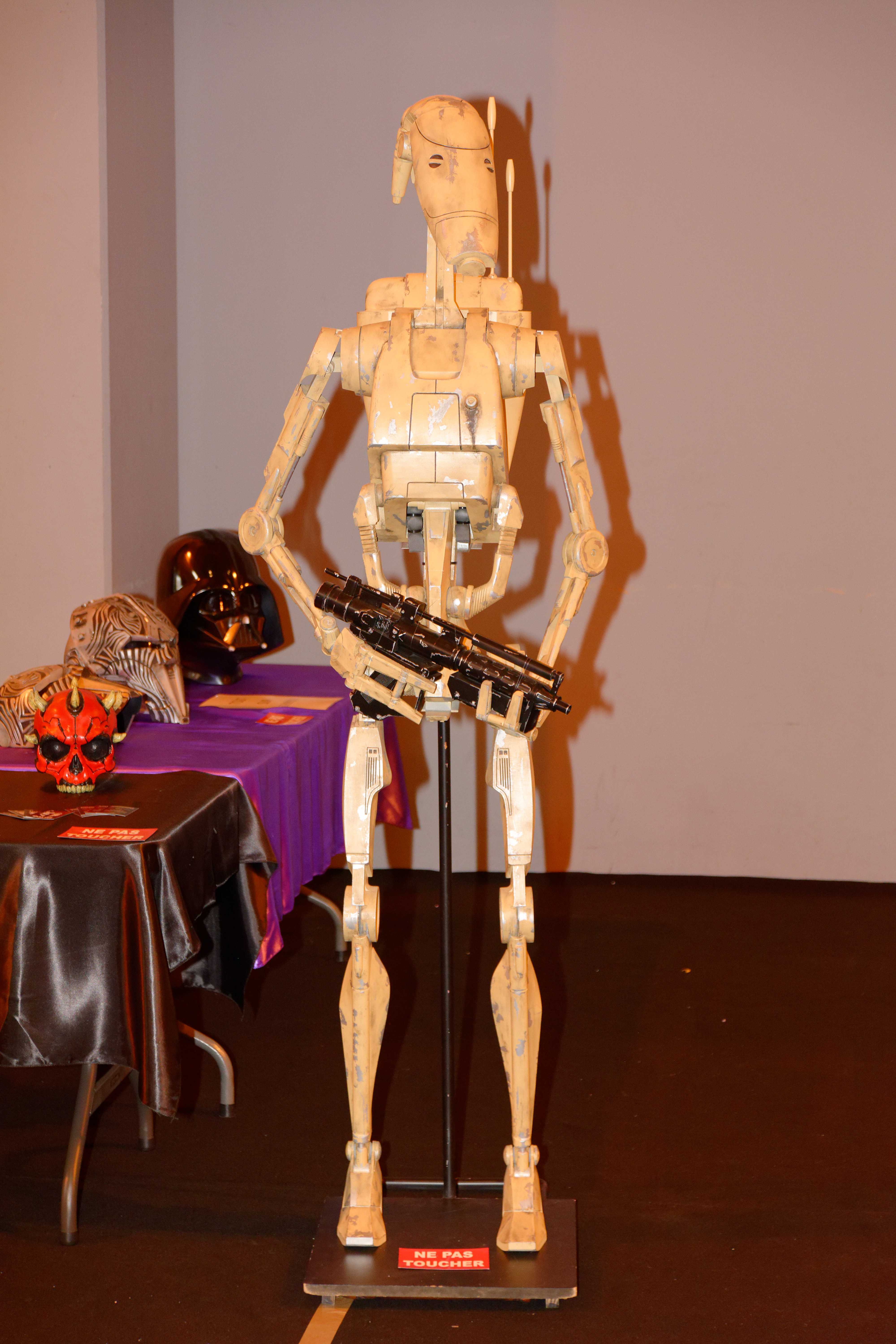
Maquette représentant un droïde de combat, ennemi générique du jeu rencontré dans les différents niveaux.

Plusieurs autres personnages sont déblocables par le joueur en remplissant certaines conditions. S'il finit l'aventure avec Obi-Wan Kenobi et Qui-Gon Jinn, le joueur pourra incarner la jeune reine de Naboo Padmé Amidala, pacifiste convaincue mais également capable de défendre son peuple s'il le faut, le capitaine Panaka, chef de la sécurité de la reine Amidala, ou Dark Maul. La version Dreamcast du jeu propose également un autre membre du Conseil Jedi, Ki-Adi-Mundi,,, un chevalier Jedi céréen pensant impossible le retour des Siths,,.

### Histoire
Le scénario du jeu est largement inspiré de celui du premier opus de la saga : Star Wars, épisode I : La Menace fantôme,,. Alors que la Fédération du Commerce, une entreprise privée qui contrôle les principales routes commerciales de la Galaxie, impose un blocus à la planète Naboo, sa reine, Padmé Amidala, envoie un message de détresse adressé au Sénat Galactique, qui dépêche sur place deux Jedis, Qui-Gon Jinn et Obi-Wan Kenobi pour résoudre pacifiquement ce conflit,. La Fédération du Commerce, influencée par le seigneur Sith Dark Sidious, tente d'assassiner les deux Jedi pour couvrir leur volonté d'envahir Naboo. À la suite de l'échec des négociations et du lancement des hostilités, Kenobi et Jinn se cachent dans un char droïde, pour rejoindre la surface de Naboo,.
Une fois à la surface de la planète, les héros se frayent un chemin dans les marécages. Grâce à l'aide de Jar Jar Binks, un Gungan autochtone de la planète, les Jedis rejoignent Theed, la capitale, et infiltrent le palais royal, aux prises avec les droïdes de combat. Ils sauvent la reine Amidala et fuient la planète. Ayant essuyé d'importants dégâts, les protagonistes se posent en urgence sur la planète proche de Tatooine, pour effectuer des réparations. Le jeune esclave Anakin Skywalker se joint à eux, mais le seigneur Sith Dark Maul, qui les traquent depuis Naboo, leur tend une embuscade, cherchant à éliminer la reine et les Jedis. Qui-Gon Jinn et Obi-Wan Kenobi échappent de peu à ce dernier,.
Après une tentative infructueuse de rameuter des alliés à sa cause, la reine Amidala et les Jedis retournent sur Naboo pour s'allier aux Gungans et repousser l'armée droïde,. Après avoir repoussé la Fédération du Commerce hors des rues de Theed, les Jedis se dirigent vers le palais royal, où ils rencontrent Dark Maul pour un duel final. Une fois ce dernier vaincu, la paix règne à nouveau sur la planète Naboo.

## Système de jeu

### Généralités et modes de jeu
| Homme portant un masque d'alien amphibie et souriant.                                                                                   |  | Créature à deux pattes composée de fleurs de couleurs oranges. |
| Lors des différents mini-jeux annexes, le joueur peut incarner un gungan (à gauche) ou prendre part à des courses de kaadus (à droite). |  |                                                                |

Star Wars Episode I: Jedi Power Battles est un mélange entre un jeu de plates-formes et un beat them all, dans lequel le joueur alterne entre des phases de saut entre plusieurs tableaux, et des phases de combat contre des hordes d'ennemis divers. Le personnage possède plusieurs jauges correspondant à différentes caractéristiques, à savoir une barre de vie se vidant au fur et à mesure des coups reçus, et une barre de Force, nécessaire pour certains combos. Plusieurs bonus sont répartis à l'intérieur des différents niveaux, permettant de regagner des points de vie, de remplir sa jauge de Force, de sauvegarder sa progression ou de déverrouiller certains secrets.
Le mode principal de jeu est le mode « Histoire », qui permet au joueur de revivre les évènements de Star Wars, épisode I : La Menace fantôme. Ce mode est disponible pour un joueur seul ou pour deux joueurs en coopération locale,. Le joueur a initialement le choix entre cinq différents Jedis, et a la possibilité d'en débloquer d'autres lors de l'aventure.
La version Dreamcast propose deux modes exclusifs, un mode « Entrainement » permettant au joueur de pratiquer les différents combos et un mode « Duel », permettant à deux joueurs de s'affronter dans une arène,.
Le jeu propose également plusieurs mini-jeux, mettant en scène différents personnages, créatures ou droïdes rencontrés lors de l'aventure principale dans diverses situations. Certains mini-jeux se débloquent en finissant l'histoire principale avec certains personnages, tandis que d'autres sont rendus disponibles au joueur après que ce dernier ait découvert plusieurs artefacts cachés dans les niveaux. Le joueur peut ainsi, au choix, incarner des droïdes de combat et combattre les Jedis dans une version inversée du mode histoire, faire des courses à dos de kaadus dans les marécages de Naboo, ou survivre à des vagues d'ennemis dans une arène.

### Combats

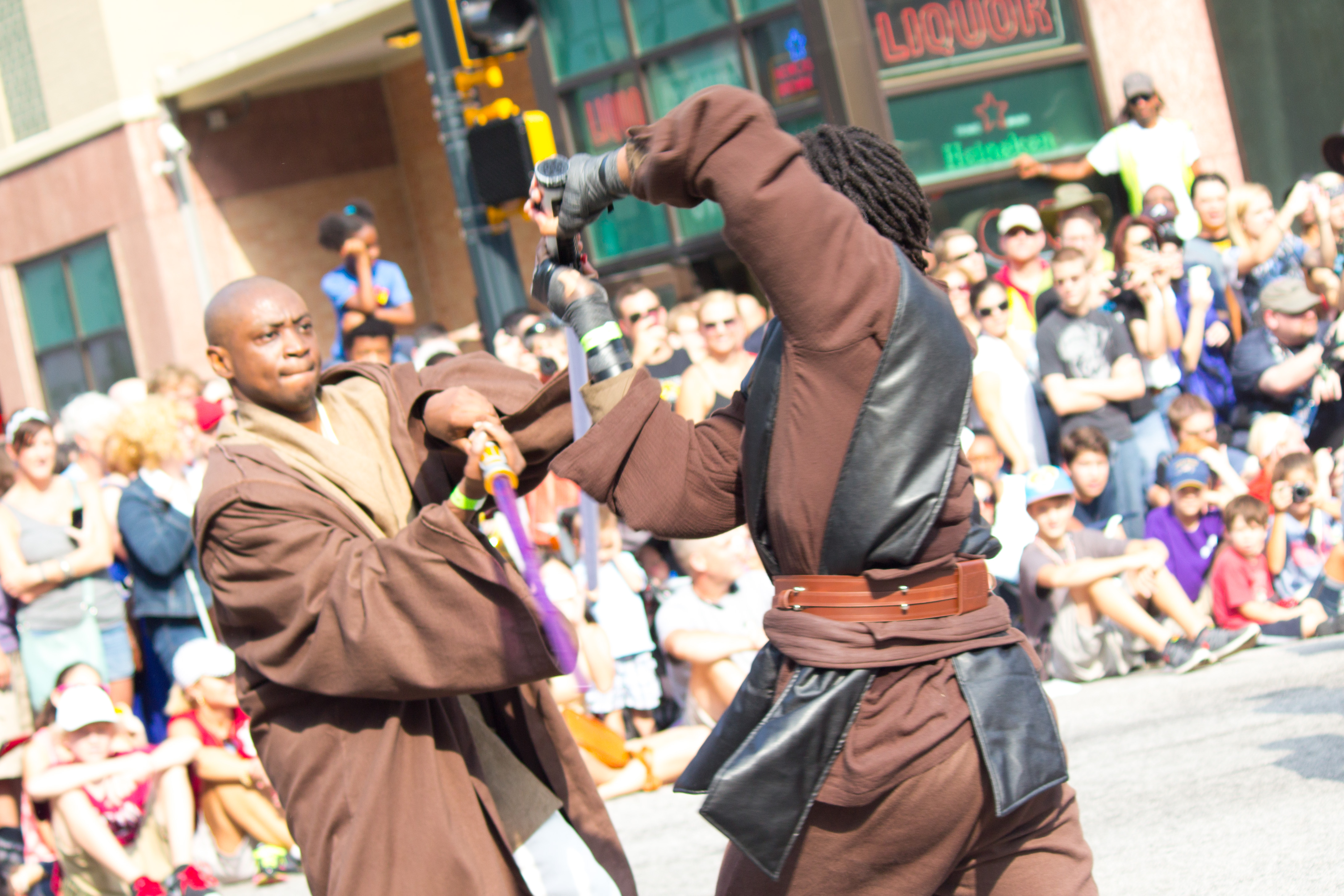
Le jeu se concentre sur l'utilisation en combat du sabre laser, comme ici représenté par une version costumée de Mace Windu.

Le joueur utilise principalement son sabre laser pour venir à bout des différentes vagues d'ennemis. Plusieurs types de coups sont disponibles, forts ou faibles, variant en dégâts infligés, en rapidité d'exécution et en portée. En saisissant plusieurs combinaisons de touches précises, le joueur peut également déclencher des combos, c'est-à-dire des enchaînements de coups très puissants. Il peut également utiliser une parade afin de se protéger des coups ennemis.
Chaque Jedi possède sa propre panoplie de coups et de combos. Dès lors, les forces et faiblesses des Jedis ne sont pas les mêmes, et chacun possède un style de combat différent. Ainsi, Plo Koon est très lent, mais chacun de ses coups inflige plus de dégâts que ceux des autres Jedis,, tandis qu'Adi Gallia utilise sa vitesse pour asséner une pluie de combos,.
Le joueur a également à sa disposition plusieurs pouvoirs de la Force, très puissants, drainant la jauge correspondante. Tout comme avec les sabres lasers, chaque Jedi possède un éventail de pouvoirs de la Force différents,. Ceci peuvent être utilisés offensivement ou défensivement.
Les différents ennemis rencontrés par le joueur possèdent eux aussi des styles de combats variés et différentes résistances, forçant le joueur à adapter son propre style, notamment pour venir à bout de certains boss.

## Développement et conception

### Genèse du projet et conception initiale

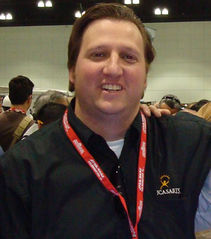
Haden Blackman, ici en 2007, vétéran du studio LucasArts, est chargé de l'adaptation du scénario.

Le projet débute dès 1999 avec une équipe de développement relativement petite. Durant le développement, Michael Licht, le responsable de la conception des niveaux, utilise la notion de design d'espace pour concevoir la majorité des différents tableaux, utilisant des post-its qu'il réarrange jusqu'à trouver le design qui lui convient. Sur chaque post-it, il ajoute des idées de gameplay spécifiques à chaque planète, avec des notes destinées aux autres concepteurs.
Pour approfondir la création des niveaux, Licht les représente ensuite chacun sous forme de diagrammes arrondis, pour améliorer les transitions entre chaque tableau, en y ajoutant différents éléments de gameplay pour ne pas casser le rythme. Au fur et à mesure des différents ajouts, ces schémas ressemblent de plus en plus à un niveau, après le passage et les ajouts des différents développeurs. Le développement des graphismes en 3D ne débute qu'après la préparation des dix niveaux, en même temps que l'ajout des détails dans le décor pour donner une identité graphique au niveau.
En parallèle, les Jedis sont pensés avec des compétences et des combos uniques, mais également leur propre couleur de sabre laser, afin de renforcer l'identité et la singularité de chaque personnage.

### Adaptation à d'autres consoles
Peu de temps après le développement du jeu sur PlayStation, une équipe plus restreinte de quinze personnes se charge de l'adaptation sur Dreamcast. Les principaux membres de l'équipe initiale restent impliqués dans le portage, aux mêmes postes, notamment Robert Blackadder, responsable du projet et Reeve Thompson, responsable de la production. La Dreamcast ayant plus de mémoire et un processeur graphique plus performant que celui de la PlayStation, la majorité des modèles, des textures et des résolutions sont améliorés lors du portage. Les contrôles du jeu sont également simplifiés pour convenir à la manette Dreamcast.
Plusieurs contenus qui, par manque de temps ou du fait des contraintes matérielles de la console, n'ont pas été retenus pour la version initiale ont pu être ajoutés dans le portage pour Dreamcast, comme certains ennemis de fin de niveau, le chevalier Jedi Ki-Adi Mundi et ses pouvoirs psychiques, ou le mode « Duel ». Similairement, plusieurs bugs sont corrigés dans ce portage, comme certains angles de caméra bloquant le joueur, ou le sabre de Dark Maul.

## Promotion et commercialisation

### Annonces, aperçus et sortie initiale
Star Wars Episode I: Jedi Power Battles est annoncé pour la première fois au public en novembre 1999. Les premières images du jeu sont dévoilées dès janvier 2000, tandis que le gameplay est révélé pour la première fois en mars 2000, par l'intermédiaire d'une bande-annonce.

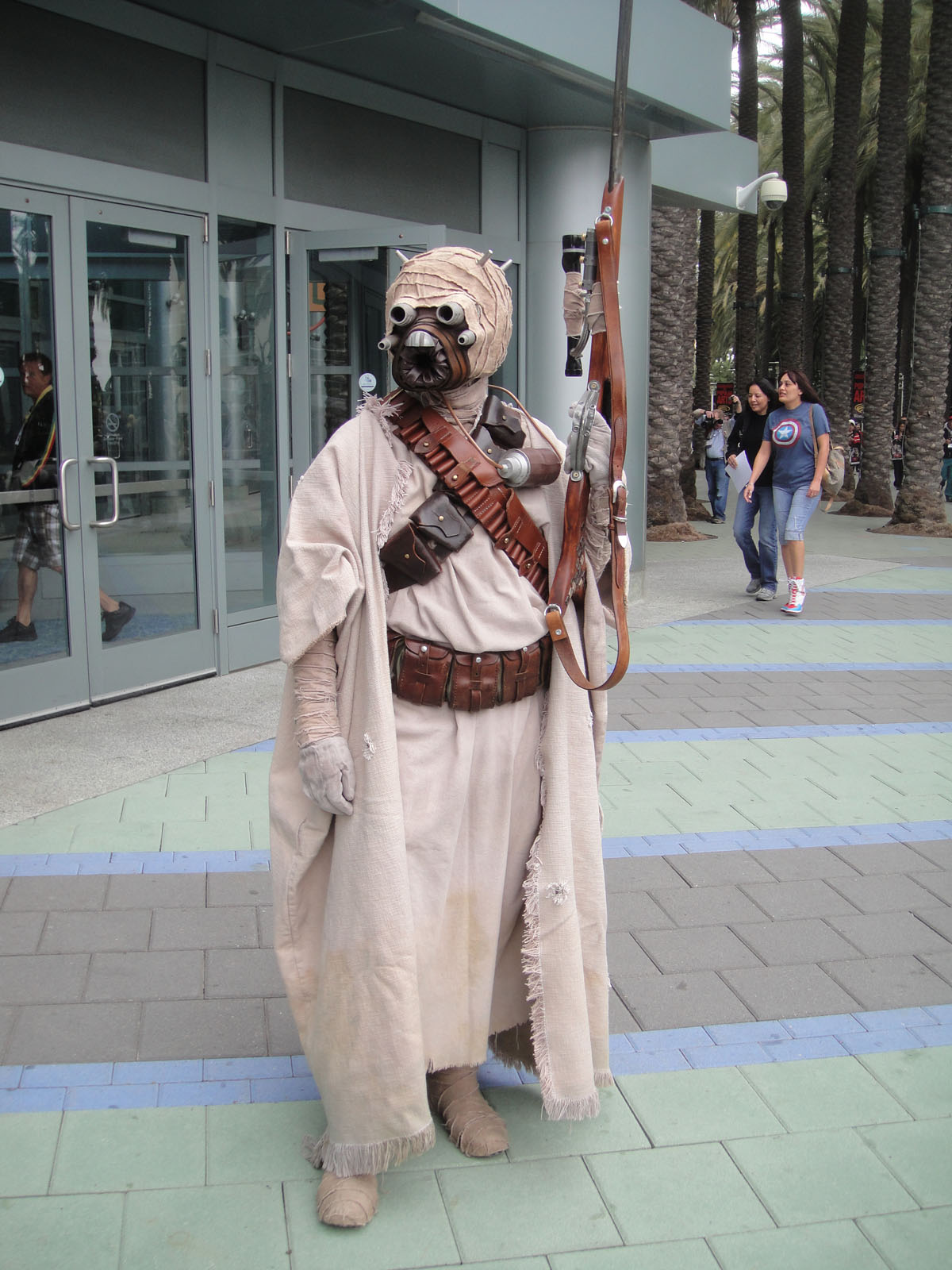
Cosplay d'un tusken, personnage jouable ajouté dans le remaster sorti en 2025.

Le jeu sort le 4 avril 2000 en Amérique du Nord, exclusivement sur PlayStation, puis le 5 mai 2000 en Europe.

### Rééditions
Rapidement après la sortie initiale du titre, des rumeurs font surface concernant le potentiel portage de Star Wars Episode I: Jedi Power Battles sur Dreamcast. Similairement, plusieurs images du jeu sont mises en avant par le studio dès août 2000, confirmant le développement du titre sur une autre console. Durant cette période de promotion, l'équipe de développement du jeu met également en avant les nouveautés apportées par cette nouvelle version du jeu, notamment la correction de plusieurs bugs, une augmentation drastique de la qualité graphique, l'ajout de modes de jeu et d'un nouveau personnage. La version Dreamcast sort finalement le 4 octobre 2000 en Amérique du Nord.
En 2001, une nouvelle adaptation de Star Wars Episode I: Jedi Power Battles est annoncée, cette fois sur Game Boy Advance ; elle est développée par des studios tiers, THQ et HotGen. Si tous les niveaux sont retranscrits dans cette version portable, seulement trois personnages jouables, Qui-Gon Jinn, Obi-Wan Kenobi et Mace Windu, sont disponibles,. Plusieurs modifications graphiques sont également apportées à cette adaptation pour que le jeu tourne de manière fluide sur la console portable. La partie coopérative du jeu est également retirée du titre. La version Gameboy Advance sort finalement le 5 décembre 2001 en Amérique du Nord,.
En 2025, à l'occasion du 25e anniversaire de Star Wars Episode I: Jedi Power Battles, le jeu est de nouveau mis à disposition des joueurs, cette fois par l'intermédiaire d'un remaster, développé par Aspyr, studio déjà à l'origine des portages de Star Wars Episode I: Racer ou Star Wars: Battlefront Classic Collection,. Annoncé en octobre 2024, ce portage est disponible sur Nintendo Switch, PlayStation 4, PlayStation 5, Windows, Xbox One et Xbox Series, ; il inclut, en plus de tous les personnages et mode de jeux disponibles dans la version Dreamcast, des personnages supplémentaires, comme certains droïdes de combat, un homme des sables, ou Jar Jar Binks,. Certaines modifications sont également apportées au titre pour correspondre à la nouvelle continuité de la saga Star Wars, à l'instar du sabre de Mace Windu, qui devient violet pour correspondre à la version du film,,. Cette version sort finalement le 23 janvier 2025.

## Accueil

### Critiques de la version originale
Lors de sa sortie sur PlayStation, le jeu est accueilli de manière mitigée par la presse spécialisée, qui émet des critiques positives sur la bande-son et l'immersion dans l'univers Star Wars, mais déplore le caractère répétitif du titre, ainsi que certains problèmes de jouabilité. En janvier 2025, le jeu obtient une note moyenne de 57 % sur GameRankings, sur la base de 20 critiques, et de 89 % sur Metacritic sur la base de 56 critiques. La version Dreamcast du titre, sortie quelques mois plus tard, est quant à elle mieux reçue, notamment grâce à la correction de certains problèmes de maniabilité et l'amélioration graphique du titre. Cette version obtient une note moyenne de 75 % sur GameRankings, sur la base de 22 critiques, et de 76 % sur Metacritic sur la base de 14 critiques,.
Joe Fielder, journaliste pour le site américain spécialisé GameSpot, vante le système de combat de Star Wars Episode I: Jedi Power Battles, selon lui le meilleur atout du titre, avec l'aspect coopératif. Il critique néanmoins certains angles de caméra, pouvant « rendre l'expérience de jeu frustrante ». Brad Shoemaker, autre journaliste du même site, loue l'immersion dans l'univers de la saga, mais déplore la répétitivité du titre. Similairement, la rédaction du site français spécialisé Jeuxvideo.com se désole d'une maniabilité trop approximative, ainsi que d'« angles de caméra inutilisables ». Pour Jeffrey Adam Young, journaliste au CNET, la conception du monde et le level design souffrent de la pauvreté des contrôles et de la mauvaise maniabilité des commandes. Le site spécialisé Eurogamer qualifie le titre d'« opportunité manquée », tant l'exécution globale du jeu est médiocre. Kraig Kujawa, journaliste pour le magazine américain Electronic Gaming Monthly, déplore « la pénibilité d'exécution de certains combos, réduisant considérablement le rythme du jeu », tout en louant le level design, « respectant l'univers avec soin ». Le site AllGame apprécie néanmoins la rejouabilité du titre.
Les graphismes et la bande-son, « de bonne qualité et contribuant à mettre dans l'ambiance », sont les seuls points positifs du jeu, selon la rédaction de Jeuxvideo.com. L'amélioration graphique apportée par la version Dreamcast est saluée par Brad Shoemaker, journaliste pour le site GameSpot, malgré certains problèmes de textures. Similairement, Chris Sansone, journaliste au CNET, loue la qualité des graphismes et de la bande-son de la version Dreamcast du titre, estimés « exceptionnels ». Ethan Einhorn, dans sa critique pour le magazine américain Electronic Gaming Monthly, félicite le jeu pour ses « graphismes à couper le souffle », et apprécie la grande amélioration de la version Dreamcast. Cette critique est partagée par Jonathan Sutyak, rédacteur pour AllGame, qui loue le soin apporté aux bruitages du jeu.

### Critiques des rééditions
Star Wars Episode I: Jedi Power Battles est réédité à plusieurs occasions, tout d'abord sur Game Boy Advance en 2001, puis sur Nintendo Switch, PlayStation 4, PlayStation 5, Windows, Xbox One et Xbox Series en janvier 2025. Cette première réédition est mal reçue par la critique, qui déplore notamment une maniabilité très approximative, une durée de vie faible, et plus généralement une absence d'intérêt du titre. Jeuxvideo.com considère qu'il s'agit d'un titre « à éviter, tant il est décevant », avec une « jouabilité exécrable ». Cette critique est partagée par le site français spécialisé Gamekult, qui étrille les contrôles du titre, le faible nombre de niveaux, et qui va jusqu'à qualifier cet opus de « sans saveur ».
La version remasterisée sortie en 2025 est quant à elle mieux accueillie par la presse spécialisée. Le magazine Forbes estime que le titre conserve les forces et faiblesses du jeu original, et salue les quelques ajouts disponibles. Lucas White, journaliste pour le site spécialisé américain Shacknews, félicite également Star Wars Episode I: Jedi Power Battles pour ces ajouts, mais déplore les graphismes du jeu, qui selon lui ne rendent pas bien en haute définition. Robin Valentine, rédacteur en chef du magazine PC Gamer, souligne que si le jeu souffre des mêmes défauts que le titre original, il apprécie la réédition de titres plus anciens de la ludothèque de LucasArts.

## Postérité
Bien que méconnu, Star Wars Episode I: Jedi Power Battles figure néanmoins à la 30e place du classement des meilleurs jeux vidéos de la franchise Star Wars dans un dossier publié par le site spécialisé Game Informer en 2016, qui félicite le titre pour son choix de personnages, et qui l'estime comme étant le meilleur jeu issu de la prélogie.
De manière plus accessoire, Star Wars Episode I: Jedi Power Battles déclenche une vague de popularité pour plusieurs personnages secondaires de la saga, notamment Plo Koon,,. Plusieurs journalistes de la presse spécialisée indiquent ce titre comme étant l'origine de leur appréciation de ce personnage, pourtant anecdotique,.